# Djurgårdens IF Fotboll 1952/1953
Djurgårdens IF Fotboll, spelade 1952/1953 i Allsvenskan och kom på 3:e plats efter Malmö FF och IFK Norrköping. Med ett hemmapubliksnitt på 14885 blev Hans Andersson och Lennart Forsberg lagets bästa målskyttar med 10 mål vardera.